# Patriziato (Ulma)
Il patriziato di Ulma costituiva uno dei tre corpi sociali in cui era suddivisa la società della libera città imperiale di Ulma, assieme ai cittadini ed agli stranieri.
Patrizio era il titolo nobiliare spettante ai membri dell'aristocrazia cittadina della libera città imperiale di Ulma. Il titolo era abbreviato, davanti al nome, dalla sigla patr.

## Storia
L'urbanizzazione della città di Ulma sembra aver avuto luogo in più fasi dall'XI secolo, senza ad ogni modo lasciare documenti scritti consistenti. La città ottenne l'assegnazione dei propri diritti di città da Rodolfo I d'Asburgo nel 1274, dando vita in quella data al primo patriziato cittadino più che per una reale necessità per colmare una lacuna giuridica presente nella vita della città.
La città fu caratterizzata nella prima metà del XV secolo da rivolte civili interne nate da contrasti tra le corporazioni cittadine ed il patriziato urbano. Le famiglie patriziali dell'epoca includevano i Besserer, gli Ehinger, i Roth, gli Strölin, i Krafft, gli Stammler ed i Gessler. Nel 1345 la situazione venne parzialmente risolta attraverso una pacificazione che concesse alle corporazioni cittadine un ruolo decisivo in materia politica e giuridica nell'interesse della città.
Nel 1397 venne emanata la prima costituzione delle corporazioni di Ulma, secondo la quale veniva regolata la distribuzione del potere e delle responsabilità del sindaco cittadino. In quella data le varie corporazioni della città disponevano di 30 seggi nel consiglio cittadino, mentre i patrizi ne contavano appena 10. Il sindaco, di norma, era appartenente al ceto patriziale, ma era tenuto a relazionare al consiglio e non solo ai patrizi.
Nel 1548, l'imperatore Carlo V del Sacro Romano Impero, partendo dalla città imperiale di Augusta, iniziò l'abolizione delle vecchie costituzioni di corporazione nelle città imperiali, sostituendole con nuove costituzioni cittadine favorevoli al patriziato, sulla base del modello di quella di Norimberga.
Nel 1552, 17 famiglie del patriziato di Ulma vennero nobilitate da Carlo V al fine di differenziarsi dalle corporazioni in consiglio. Al 1558 il consiglio appariva ormai dominato dal patriziato che deteneva la maggior parte dei seggi in consiglio.
Alla fine del XVII secolo, il numero di famiglie patrizie era diminuito da 17 a 8 a causa dell'estinzione o dell'abbandono dei diritti civili (come accadde ai Neithardt nel 1658, agli Ungelter nel 1671 ed agli Stammler nel 1688). Vennero accettate alcune nuove famiglie per necessità, seppur con riluttanza. Attorno al 1800, il patriziato di Ulma contava dodici famiglie in tutto.
Quando la città di Ulma venne annessa dalla Baviera, dopo il crollo del Sacro Romano Impero, il patriziato locale perse ogni potere amministrativo sulla città e venne semplicemente integrato nella nobiltà di stato. Martha Besserer von Talfingen, ultima discendente di una famiglia patrizia di Ulma, morì nel 1980.

## Elenco delle famiglie patrizie di Ulma
- Baldinger, ammessa al patriziato nel 1552

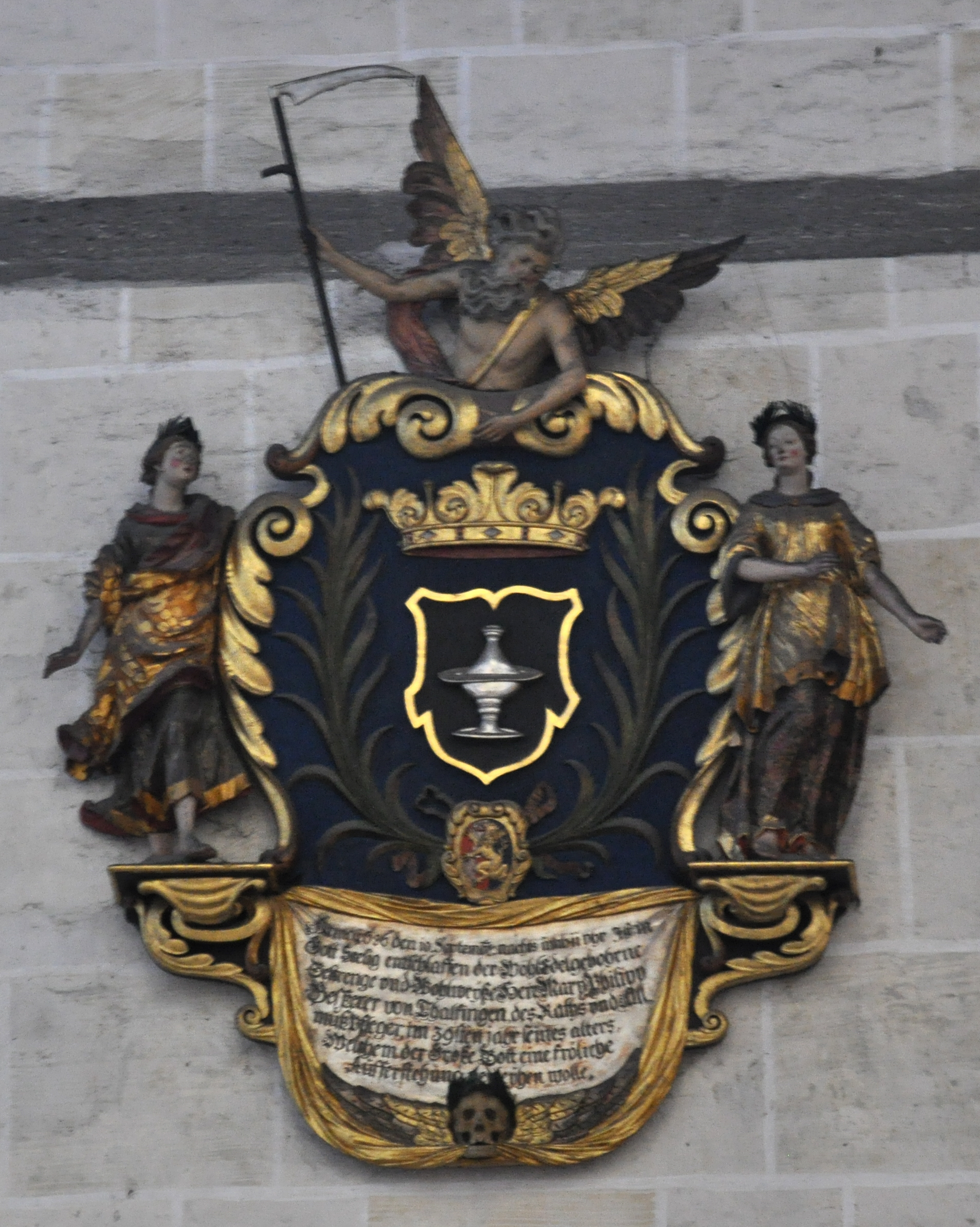
Stemma della famiglia Besserer nella cattedrale di Ulma, 1686

- Besserer (von Thalfingen), menzionata dal XIII secolo, ammessa al patriziato nel 1552
- Ehinger (von Balzheim), menzionata dal XIII secolo, ammessa al patriziato nell 1552
- Frick
- Gassold, estinta nel XV secolo
- Gessler, menzionata dal XIII secolo, ammessa al patriziato nel 1552
- Günzburger, ammessa al patriziato nel 1552
- Harsdörfer, ammessa al patriziato nel 1682, originaria di Norimberga
- Hailbronner, ammessa al patriziato nel 1774

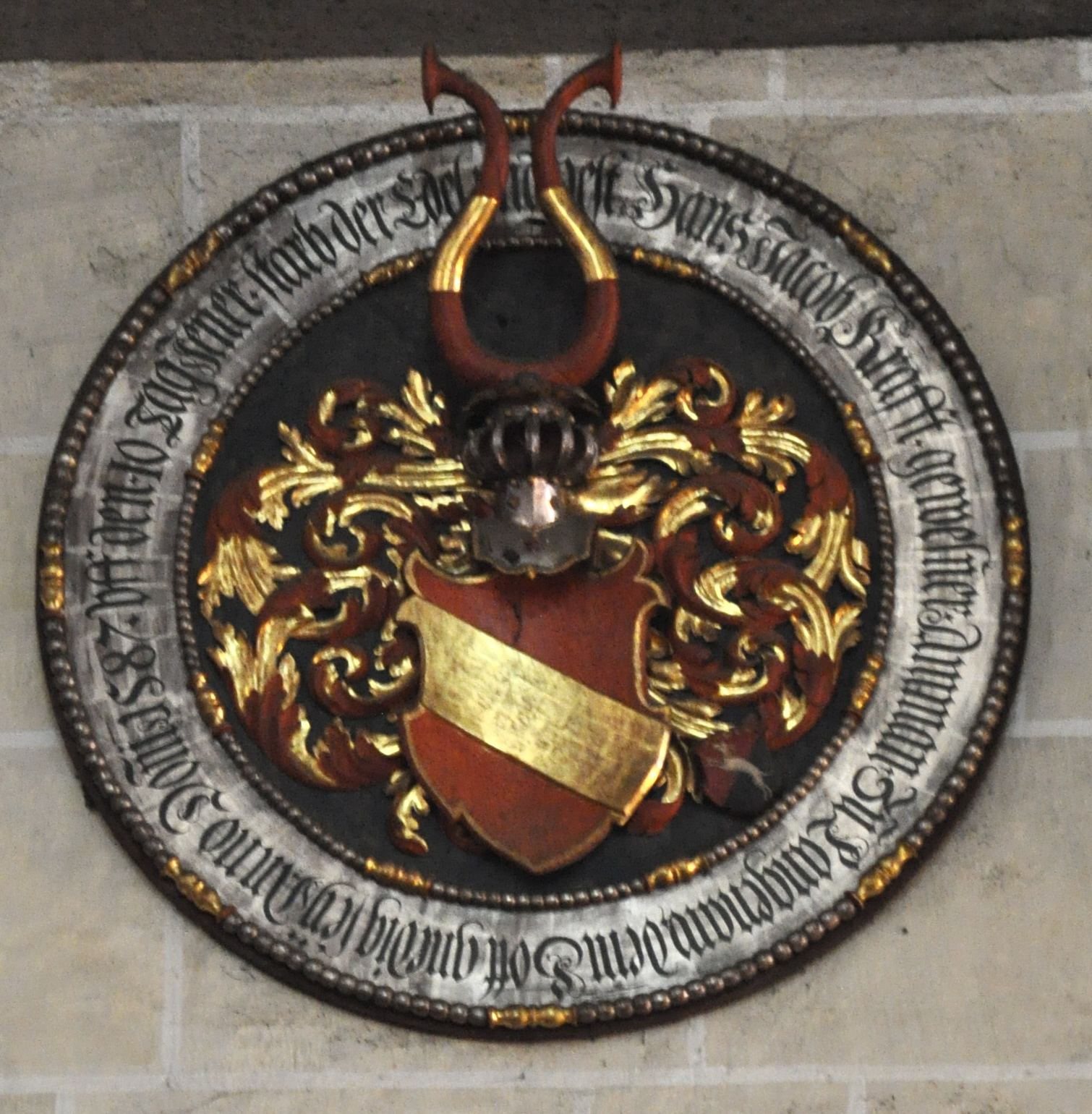
Krafft Hans Jacob, 1587, scudo nel duomo di Ulma

- Krafft (von Dellmensingen), menzionata dal XIII secolo, ammessa al patriziato nel 1552
- Lieber, ammessa al patriziato nel 1552
- Löw (o Löwen), ammessa al patriziato nel 1552
- Neithardt (o Neidhardt, Neydhart, Neidhart oder Neithart), ammessa al patriziato nel 1658
- Neubronner, ammessa al patriziato nel 1691
- Reiching, ammessa al patriziato nel 1552
- Rehm, ammessa al patriziato nel 1552
- Roth (von Schreckenstein), menzionata dal XIII secolo, ammessa al patriziato nel 1552, detti anche:
  - Roth von Reutti
  - Roth von Holzschwang

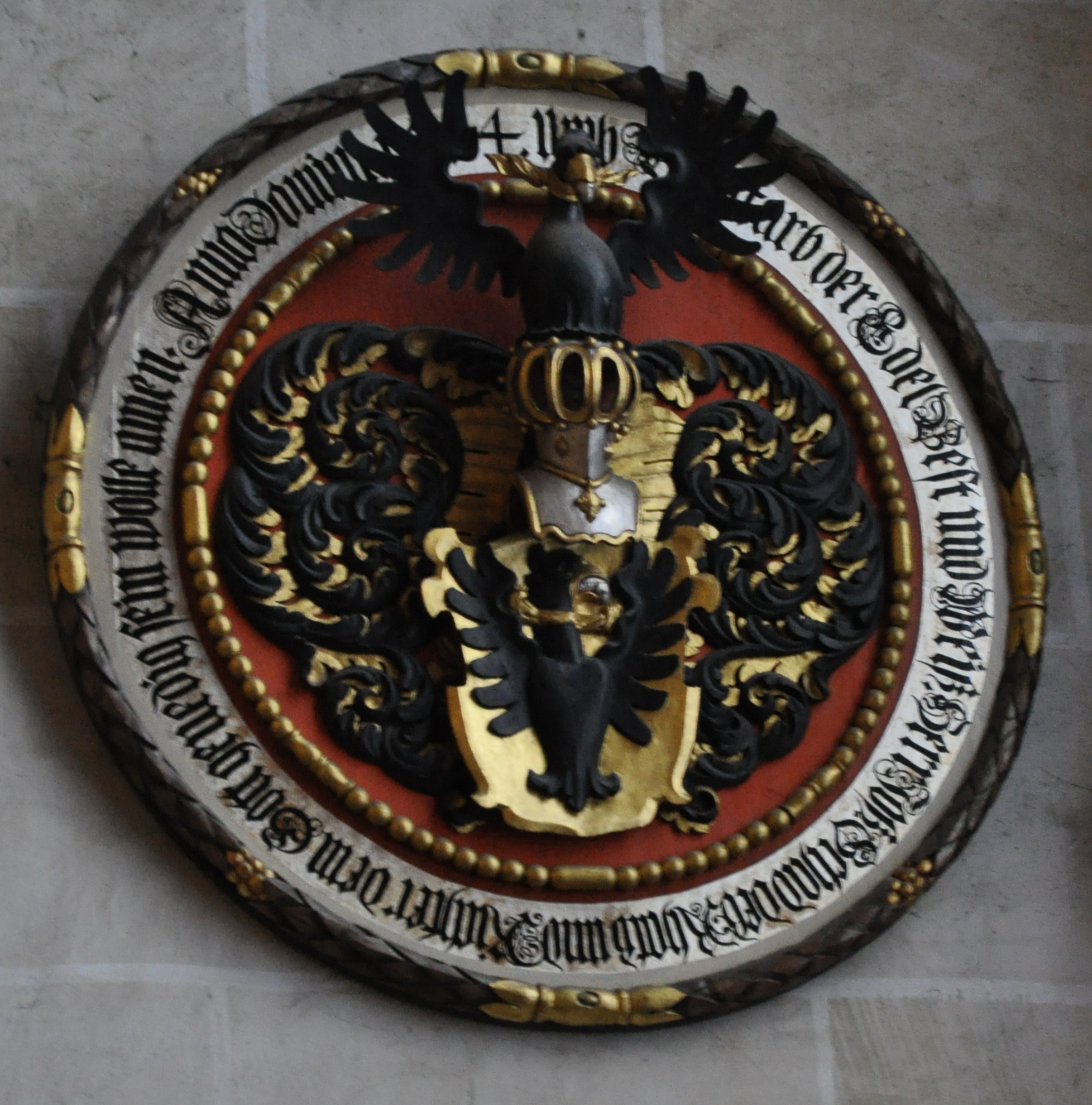
Schad Jos, 1544, scudo nel duomo di Ulma

- Schad (von Mittelbiberach), ammessa al patriziato nel 1552
- Schnöd, da Norimberga
- Schermar (o Schermair), ammessa al patriziato nel 1552
- Seutter, ammessa al patriziato nel 1716, da Kempten
- Stammler, menzionata dal XIII secolo, ammessa al patriziato nel 1552
- Strauß

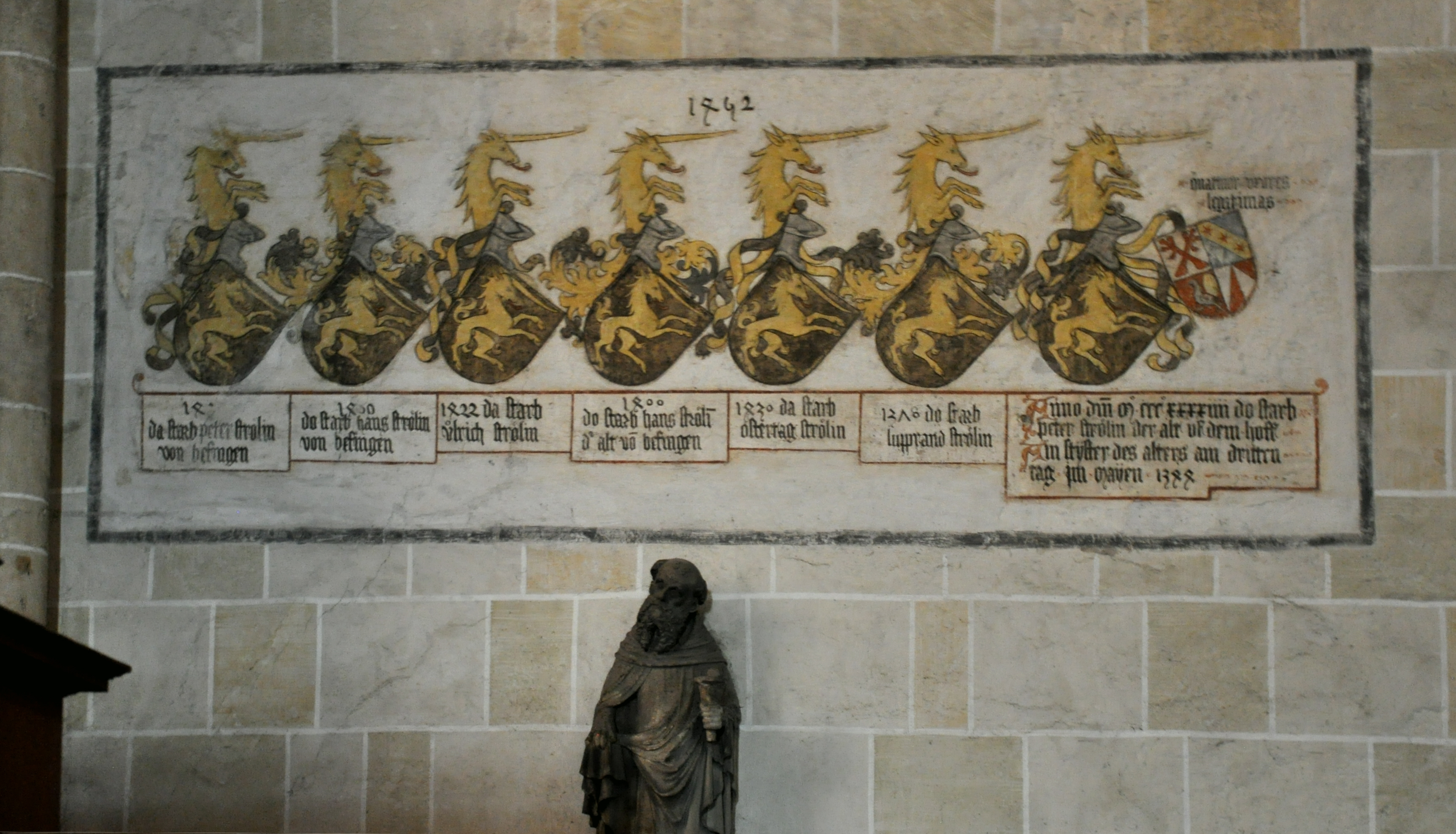
Strölin, 1452, scudo nel duomo di Ulma

- Strölin, menzionata dal XIII secolo, ammessa al patriziato nel 1552
- Ungelter, ammessa al patriziato nel 1552
- Weislandt (von Schwenningen), ammessa al patriziato nel 1605
- Welser, ammessa al patriziato nel 1625, da Augusta
- Wölkern, ammessa al patriziato nel 1784, da Norimberga
- Zwickher, ammessa al patriziato nel 1605